# Alex Rufer
Alex Rufer (Ginebra, 12 de junio de 1996) es un futbolista neozelandés que juega como mediocampista en el Wellington Phoenix. Es hijo del exjugador internacional de Nueva Zelanda Shane Rufer, y sobrino del futbolista del siglo XX de Oceanía, Wynton Rufer.
Pertenece a la iwi maorí de los Ngāti Porou.

## Carrera
En 2013 firmó contrato con el primer equipo del YoungHeart Manawatu luego de jugar en la reserva de dicho club la ASB Youth League. Fue escogido como parte del equipo del mes en enero en la ASB Premiership 2012-13, en donde el YoungHeart finalizó en el último lugar. Al perder el YoungHeart su plaza en la liga neozelandesa y volverse exclusivamente una franquicia de ASB Youth League, Rufer fue contratado por tres años por el Wellington Phoenix, equipo representante de Nueva Zelanda en la A-League australiana.

### Clubes
| Club                | País          | Año           |
| ------------------- | ------------- | ------------- |
| YoungHeart Manawatu | Nueva Zelanda | 2013          |
| Wellington Phoenix  | Nueva Zelanda | 2013-presente |

### Selección nacional
Fue convocado para representar a Nueva Zelanda en el Campeonato Sub-17 de la OFC 2013, en el cual disputó cuatro partidos y marcó tres goles para ayudar a los Young All Whites a coronarse como campeones de Oceanía; y que lo llevó también a ser parte del equipo que afrontó la Copa Mundial Sub-17 de ese año. Con la categoría sub-20 jugó el Mundial de 2015. Ese mismo año disputó los Juegos del Pacífico con los Oly Whites, afrontando cuatro partidos y marcando un gol.
Hizo su debut con el seleccionado mayor el 7 de septiembre de 2015 en un amistoso ante Birmania que terminó en empate 1-1. Fue convocado para la Copa FIFA Confederaciones 2017, aunque no disputó ningún partido.

#### Partidos y goles internacionales
| Partidos y goles internacionales | Partidos y goles internacionales | Partidos y goles internacionales | Partidos y goles internacionales | Partidos y goles internacionales | Partidos y goles internacionales           | Partidos y goles internacionales |
| #                                | Fecha                            | Estadio                          | Rival                            | Resultado                        | Competición                                | Gol(es)                          |
| -------------------------------- | -------------------------------- | -------------------------------- | -------------------------------- | -------------------------------- | ------------------------------------------ | -------------------------------- |
| 2015                             |                                  |                                  |                                  |                                  |                                            |                                  |
| 1                                | 7 de septiembre                  | Estadio Thuwunna, Rangún         | Birmania                         | 1 – 1                            | Amistoso                                   |                                  |
| 2                                | 12 de noviembre                  | Estadio Al-Seeb, Mascate         | Omán                             | 1 – 0                            | Amistoso                                   |                                  |
| 2017                             |                                  |                                  |                                  |                                  |                                            |                                  |
| 3                                | 28 de marzo                      | Westpac Stadium, Wellington      | Fiyi                             | 2 – 0                            | Clasificación para la Copa Mundial de 2018 |                                  |
| 4                                | 5 de septiembre                  | Estadio Lawson Tama, Honiara     | Islas Salomón                    | 2 – 2                            | Clasificación para la Copa Mundial de 2018 |                                  |
| 2018                             |                                  |                                  |                                  |                                  |                                            |                                  |
| 5                                | 24 de marzo                      | Pinatar Arena, Murcia            | Canadá                           | 0 – 1                            | Amistoso                                   |                                  |
| 6                                | 2 de junio                       | Mumbai Football Arena, Bombay    | Kenia                            | 1 – 2                            | Copa Intercontinental 2018                 |                                  |

## Palmarés
| Título                         | Club             | País          | Año  |
| ------------------------------ | ---------------- | ------------- | ---- |
| Campeonato sub-17 OFC          | Selección sub-17 | Nueva Zelanda | 2013 |
| Copa de las Naciones de la OFC | Nueva Zelanda    | Fiyi Vanuatu  | 2024 |